# Стыд (фильм, 1968)
«Стыд» (швед. Skammen; англ. Shame) — чёрно-белый антивоенный художественный фильм 1968 года, снятый шведским режиссёром Ингмаром Бергманом по собственному сценарию.
Главные роли, скрипачей Евы и Яна в эпицентре гражданской войны, исполнили Лив Ульман и Макс фон Сюдов.
Премьера фильма состоялась 29 сентября 1968 года в Швеции. «Стыд» был выпущен во время войны во Вьетнаме, хотя Бергман отрицал, что это был комментарий к реальному конфликту. По его словам, ему было интереснее рассказать историю скорее «маленькой войны».
Фильм получил несколько наград, в том числе за актёрскую работу Ульман. Впоследствии критиками было отмеченно, что «Стыд» вместе с «Часом волка» (1968) и «Страстью» (1969) составляют своеобразную «островную трилогию» работ Бергмана, в которых он исследует «нить насилия, вторгающуюся в повседневную жизнь».

## Сюжет
Главные герои фильма — супружеская пара музыкантов. Муж Ян Розенберг — композитор и руководитель симфонического оркестра, а его жена Ева — скрипачка. У Яна болезнь сердца, и врач рекомендовал супругам поселиться на острове в Балтийском море. Начинается война, которая затрагивает супругов, и их спокойной жизни настаёт конец.

## В ролях
- Макс фон Сюдов — Ян Розенберг
- Лив Ульман — Ева Розенберг
- Гуннар Бьёрнстранд — полковник Якоби
- Биргитта Вальберг — госпожа Якоби
- Зигге Фюрст — Филипп
- Ганс Альфредсон — Лобелиус
- Ульф Йохансон — доктор
- Ингвар Кьельсон — Освальд
- Франк Сундстрем — Главный следователь
- Вилгот Сьёман — Интервьюер
- Бенгт Эклунд — Страж
- Джоста Прузелиус — Викарий
- Вилли Питерс — Старший офицер
- Барбро Хиорт — Женщина в лодке
- Агда Хелин — жена торговца

## Производство
Ингмар Бергман закончил написание сценария «Стыда» весной 1967 года. Позднее объясняя замысел и происхождение истории:

Задолго до создания этого фильма я вынашивал идею попытаться сосредоточиться на «маленькой войне», войне, которая существует на периферии, где царит полная неразбериха, и никто не знает, что происходит на самом деле. Если бы я был более терпелив при написании сценария, я бы лучше изобразил эту «маленькую войну». Мне не хватило такого терпения.
В это время все ещё продолжалась затянувшаяся война во Вьетнаме, и хотя Бергман отрицал, что фильм является заявлением и реакцией именно на этот конфликт, он заметил: «лично мой взгляд на войну во Вьетнаме весьма очевиден. Война должна была закончиться давным-давно, а американцы должны уйти». Он также заявил, что, «как художник», он «в ужасе от того, что происходит в мире». И что при работе над лентой представлял Яна и Еву скорее социал-демократами, поскольку эта партия субсидировала культуру.

### Съёмки
Съёмки фильма начались в сентябре 1967 года и проходили на маленьком шведском острове Форё с использованием миниатюрных моделей для боевых сцен: Бергман и оператор Свен Нюквист сжигали миниатюрные церкви и визуально делали небольшие ручьи похожими на бурные реки. Нюквист также снимал значительное количество кадров с использованием портативных фотоаппаратов и зум-объективов. Часть сцен также снималась в Висбю в Готланде, где и завершились съемки картины 23 ноября того же года.
После окончания съемок экологические нормы Форё требовали сжечь возведенный декорацией дом Розенбергов, но Бергман так привязался к его внешнему виду, что спас его, заявив, что тот планируется использовать в съемках другого фильма. Тогда же он начал писать сценарий «Страсти» и, поскольку Фон Сюдов и Ульман все ещё по контракту продолжали работать, то он рассматривал будущий фильм «Страсть» фактически как продолжение только что отснятого «Стыда».

## Выпуск
Премьерный показ фильма состоялся на международном кинофестивале International Cinema Incontri в итальянском городе Сорренто, на котором Бергман  из-за ушной инфекции не смог поехать. Премьера выхода фильма в широкий прокат прошла в Стокгольме 29 сентября 1968 года.
20 ноября 2018 года The Criterion Collection издала «Стыд» на Blu-ray (в регионе А) вместе с 38 другими фильмами Бергмана в рамках своей коллекции «Кино Ингмара Бергмана» (Ingmar Bergman's Cinema).

## Награды и номинации

### Награды
- 1969 — Премия Национального совета кинокритиков США
  - Лучшая актриса — Лив Ульман
- 1970 — Премия Национального совета кинокритиков США
  - Лучший зарубежный фильм

### Номинации
- 1969 — Премия «Золотой глобус»
  - Лучший зарубежный фильм